# テウドアルド
テウドアルドもしくはテオダルド（ドイツ語:Theudoald, Theodald, 706年 - 741年） は、フランク王国宮宰。

## 生涯
テウドアルドは、ネウストリア宮宰グリモアルド2世とフリースラント王女テウデシンダの息子であり、グリモアルド2世はフランク王国宮宰ピピン2世とプレクトルードの間の嫡子である。714年、グリモアルド2世が暗殺され、続けざまにピピン2世が没した時、祖母のプレクトルードは、ピピン2世の後継者として嫡孫のテウドアルドを推し、庶子のカール・マルテルを幽閉した。716年にプレクトルードがフランク王キルペリク2世に降伏してその短い天下が終わった時、テウドアルドはわずか10歳だった。既に715年、アウストラシア宮宰はカール・マルテルに、ネウストリア宮宰はラガンフリドに奪われていた。
その後のテウドアルドの生涯は不明瞭である。中世には後継者争いで打ち負かした親戚は殺さず生かしておくのが普通だった。カール・マルテルもテウドアルドを保護したが、カールが741年に死去した後にテウドアルドも35歳で死去、おそらく暗殺された。